# Seven Whole Days
Seven Whole Days é uma canção da cantora norte-americana Toni Braxton para seu primeiro álbum de estúdio: "Toni Braxton" de 1993, escrita por Antonio "L. A." Reid e Babyface, sendo esta o terceiro single do álbum.

## Desempenho
Como o single não foi lançado comercialmente nos Estados Unidos, não era elegível para fazer parte da Billboard Hot 100, e só conseguiu figurar no Hot 100 Airplay no número quarenta e oito no início de março de 1994. No entanto, fez sucesso na Billboard R&B / Hip-Hop Airplay no final de janeiro de 1994.

## Videoclipe
O vídeo foi filmado enquanto Braxton estava em turnê com suas quatro irmãs Traci, Towanda, Trina e Tamar como suas cantoras de apoio. Foi lançado em 1993 e dirigido por Lionel C. Martin. O vídeo foi lançado no canal VEVO da Braxton em 25 de outubro de 2009. O vídeo é visto em cores e preto e branco.

## Faixas
CD single
1. "Seven Whole Days" (Radio Edit) – 4:42
2. "Seven Whole Days" (Live Radio Edit) – 4:42
3. "Seven Whole Days" (Album Version) – 6:22
4. "Seven Whole Days" (Live Version) – 6:15
5. "Seven Whole Days" (Ghetto Vibe) – 6:35
6. "Seven Whole Days" (Quiet Mix) – 6:12
7. "The Christmas Song (Chestnuts Roasting on an Open Fire)" – 3:25

## Charts
| Chart (1994)                           | Peak position |
| -------------------------------------- | ------------- |
| U.S. Billboard Hot 100 Airplay         | 48            |
| U.S. Billboard Hot R&B/Hip-Hop Airplay | 1             |